# Unteres Savinja-Tal
Das Untere Savinja-Tal (slowenisch: Spodnja Savinjska dolina, historische deutsche Bezeichnung: Unteres Sanntal) ist ein Tal im Becken des Unterlaufs des Flusses Savinja in Slowenien zwischen Letuš und Petrovče im Celje-Becken.

## Lage
Das Tal ist im Westen vom Dobrovelje-Plateau, im Norden vom niedrigen Ponikva-Plateau, im Süden vom nördlichen Rand des Save-Hügellandes umgeben. Im Osten endet die Region mit der Ortschaft Levec in der Gemeinde Žalec. 
Lokale Gemeinden sind Žalec (regionales Zentrum), Prebold, Polzela, Braslovče, Tabor und Vransko.

## Geologie
Die Mitte des Tals besteht aus den Kiesfeldern der Savinja und ihrer Nebenflüsse Paka und Bolska, während die Randteile mit Lehm bedeckt sind. 
Die kiesige Ebene ist günstig für Landwirtschaft und Besiedlung, und die lehmigen Randgebiete sind sumpfig, sodass die Wiesen und Baumstämme nur spärlich besiedelt sind. 

## Wirtschaft
Die Region bietet die günstigsten Bedingungen für den Hopfenanbau in Slowenien. Die größten Hopfenplantagen liegen zwischen Levec, Braslovče und Gomilski.

## Sehenswürdigkeiten
- Burgruine Sanneck (Grad Žovnek) bei Braslovče[3]
- Altstadt von Žalec[4]
- Vrbje-Landschaftsschutzpark bei Žalec
- Pekel-Höhle bei Žalec

## Verkehr
Durch das Untere Savinja-Tal verläuft eine alte Straße, parallel dazu verlaufen die Autobahn Ljubljana-Maribor und die Eisenbahnlinie Celje-Velenje. 